# Edmund Lill

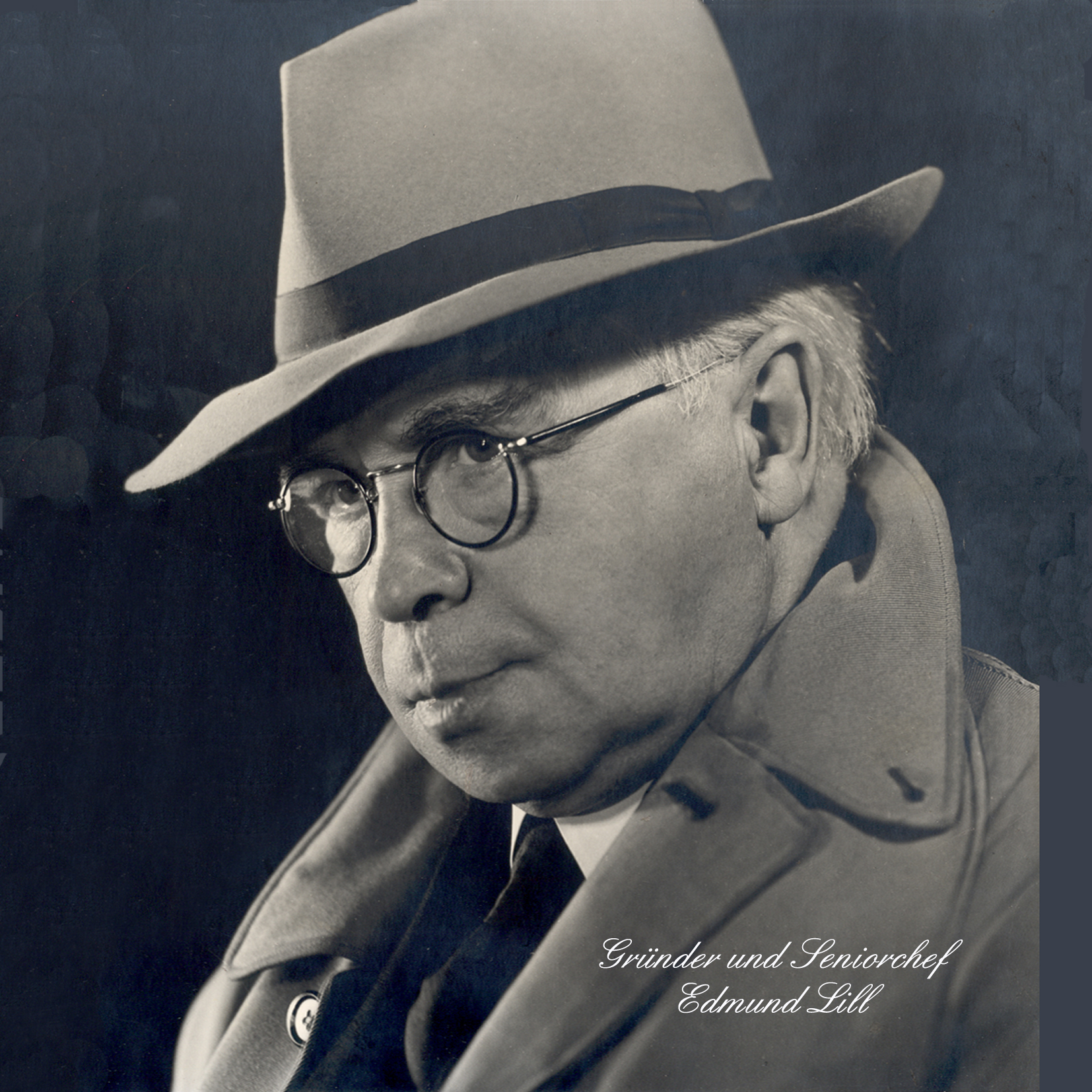
Der Fotograf und Firmengründer Edmund Lill, etwa um 1950

Edmund Lill (* 26. September 1874; † 1958) war ein deutscher Kaufmann und Fotograf. Er wurde insbesondere als Architekturfotograf der von dem Architekten Walter Gropius errichteten Fagus-Werke bekannt.

## Geschichte

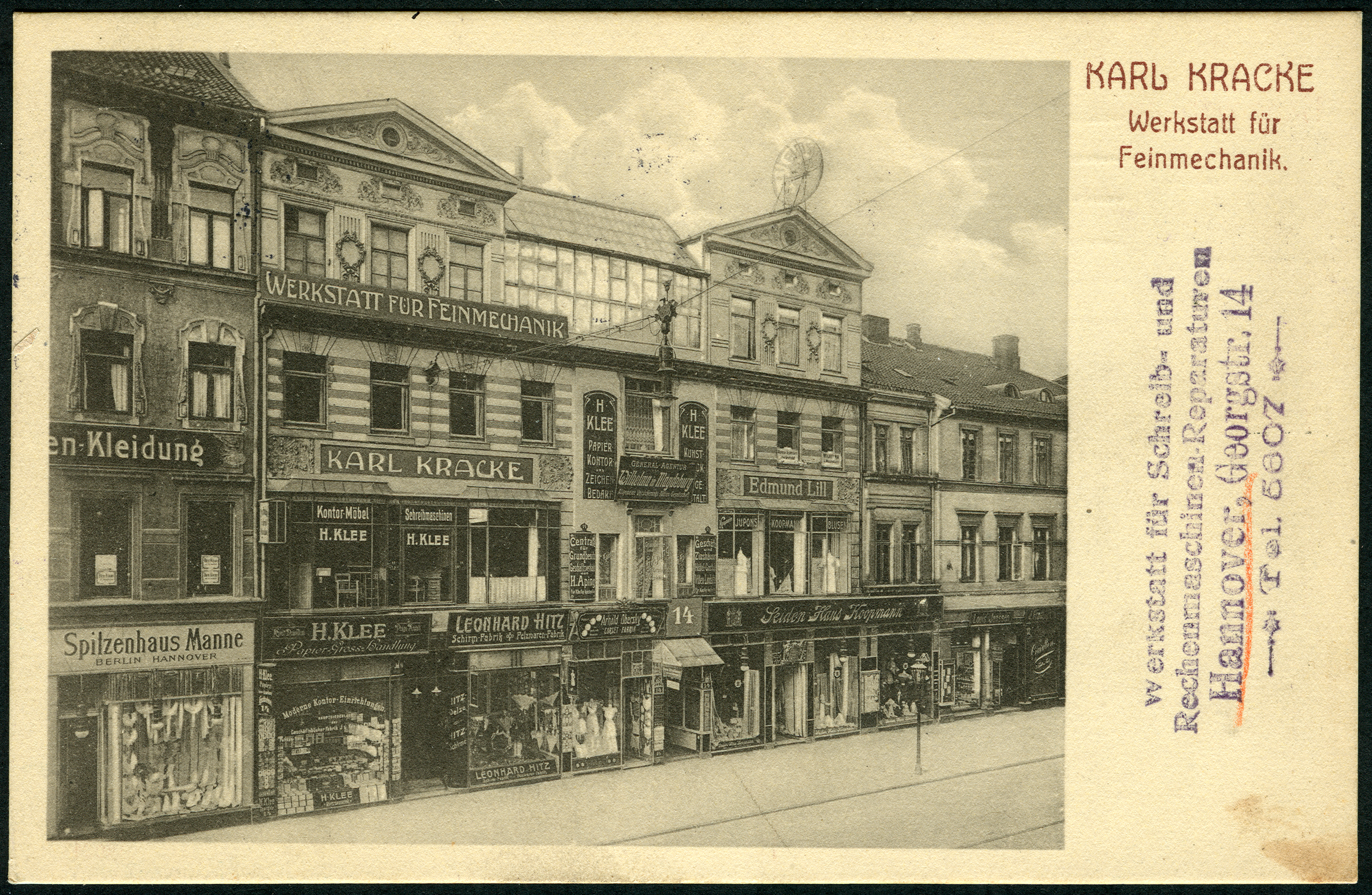
Um 1910: Ansichtskarte von Lill für den Unternehmer Karl Kracke, beide im abgebildeten Geschäftshaus Georgstraße 14. Das Dachgeschoss zeigt den seinerzeit typischen Glashaus-Aufbau für gewerbliche Foto-Ateliers

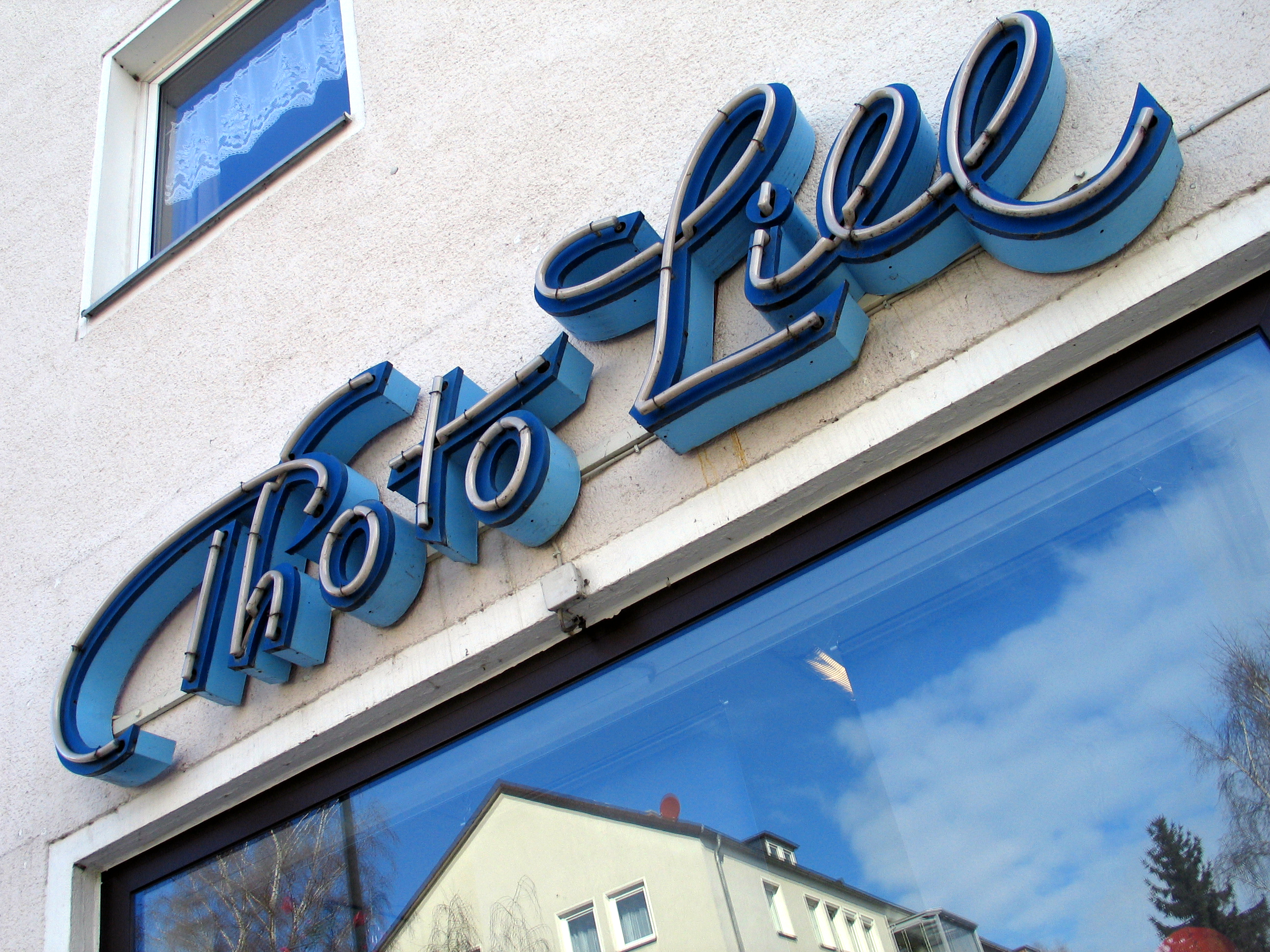
Neonreklame-Schriftzug Photo Lill der 1950er Jahre

Edmund Lill war zunächst in Düsseldorf tätig und um 1900 „langjähriger Geschäftsführer der Firma Hubert Lill, Hofphotograph“ mit Firmenstandorten in Mannheim und Stuttgart. Zum 1. Oktober 1908 übernahm er das Atelier Tiedemann in Hannover, Georgstraße 14.

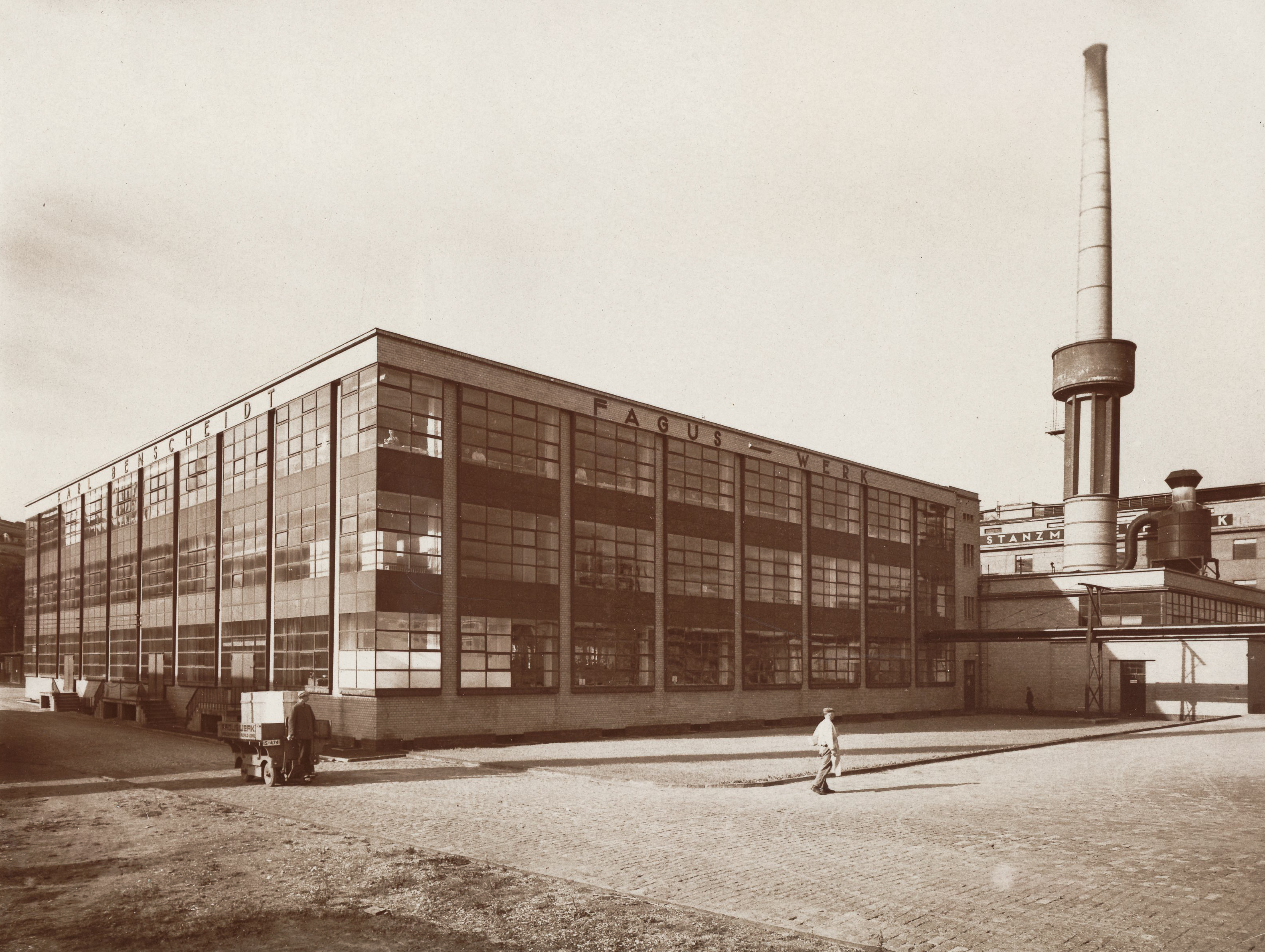
1911/1912: Das neu erbaute Fagus-Werk von Walter Gropius in einer Aufnahme von Edmund Lill

Von 1911 an fertigte Lill Architekturaufnahmen zum Baufortschritt der von Walter Gropius in Alfeld erbauten Schuhfabrik Fagus-Werke.

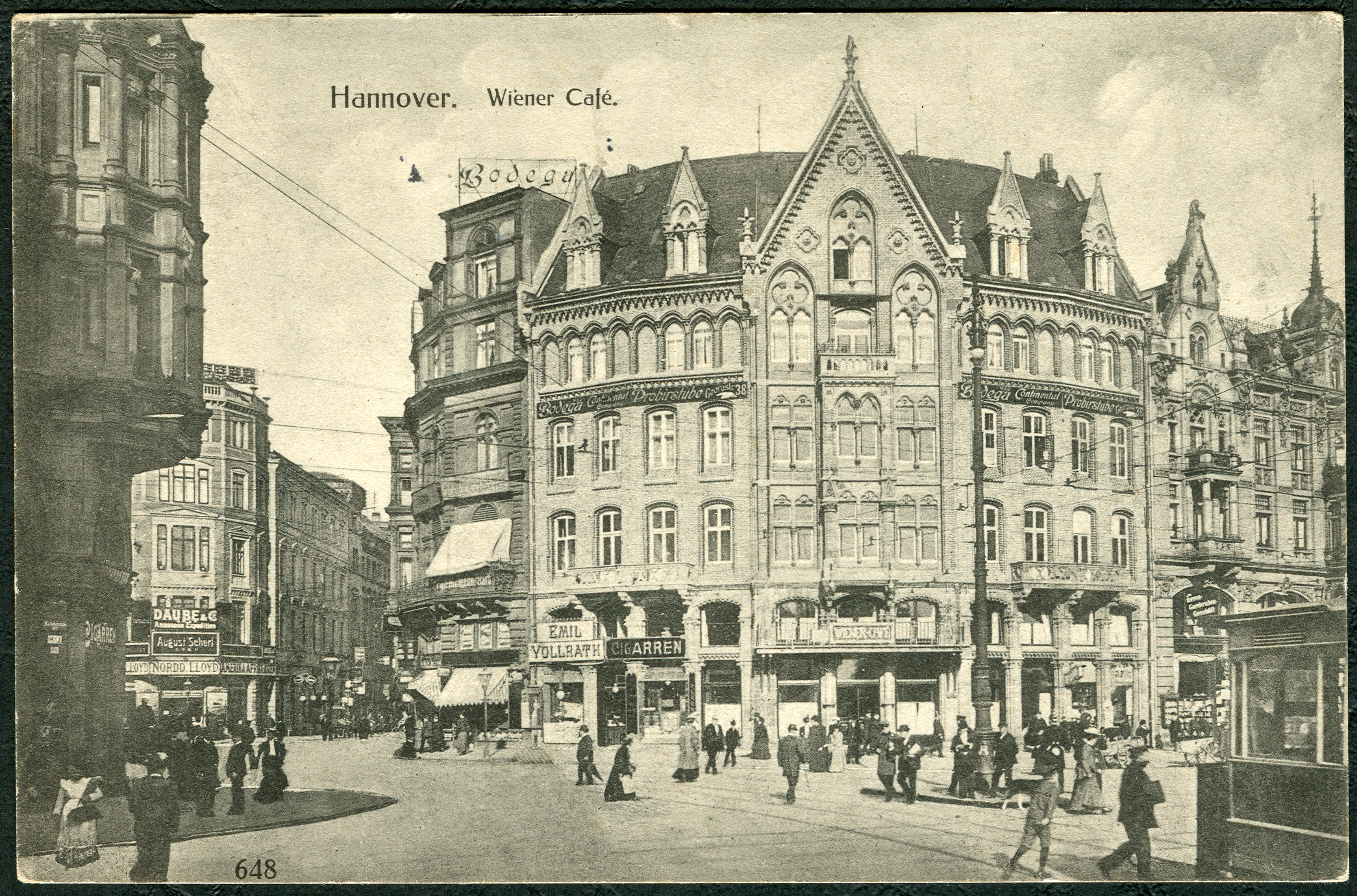
Blick von der Georgstraße in Richtung Wiener Café am späteren Kröpcke; an der links leicht abknickenden Andreasstraße betreibt hier der Norddeutsche Lloyd eine Filiale, wo später Photo-Lill seine zweite Betriebsstätte einrichtet;
Ansichtskarte Nummer 648, anonym; um 1910

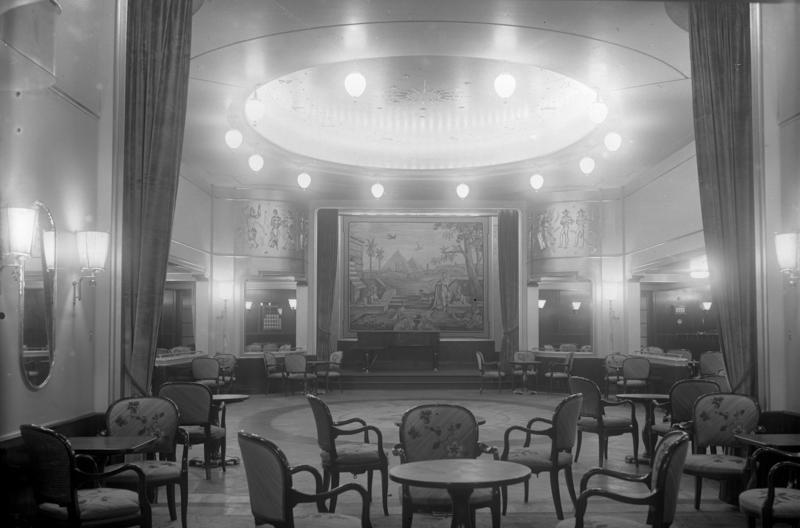
Ballsaal des Schnelldampfers des NDL und Transatlantik-Liners Europa, 1930 aufgenommen von Edmund Lill während der Jungfernfahrt von Hamburg nach New York

1926 erhielt Lill die Goldene Medaille des Nordwestdeutschen Photographenbundes, „für hervorragende Leistungen [...] auf dem Gebiete der Berufsphotographie“. Zum 1. September 1927 richtete er eine Zweigstelle im vom Bauhaus beeinflussten Stil ein, an der Georgstraße 39 mit den Schaufenstern zur Andreaestraße. Der Standort diente als Spezialgeschäft für Fotoapparate und Zubehör. 1927 arbeiteten neben dem Inhaber 40 Angestellte in dem Unternehmen.
Für 1930 erhielt Edmund Lill vom Norddeutschen Lloyd (NDL) den Auftrag, während der Jungfernfahrt des Passagier-Dampfschiffes Europa von Hamburg nach New York sämtliche Innenräume sowie technische Einrichtungen des Schnelldampfers des NDL abzulichten. Mindestens 200 Aufnahmen lieferte Lill nach New York.
In den 1930er Jahren gingen zweimal „Reichssieger in den Photografen-Wettbewerben“ aus dem Mitarbeiterstab des Unternehmens hervor. 1935 begann der spätere Juniorchef Klaus Zeug seine Arbeit bei Photo-Lill. Er hatte zuvor ab 1926 eine kaufmännische Lehre bei Rudolf Lichtenberg in der „Photo-Centrale Lichtenberg - Smits“ in Osnabrück durchlaufen und dann in Düsseldorf, Bremen und Hamburg gearbeitet.

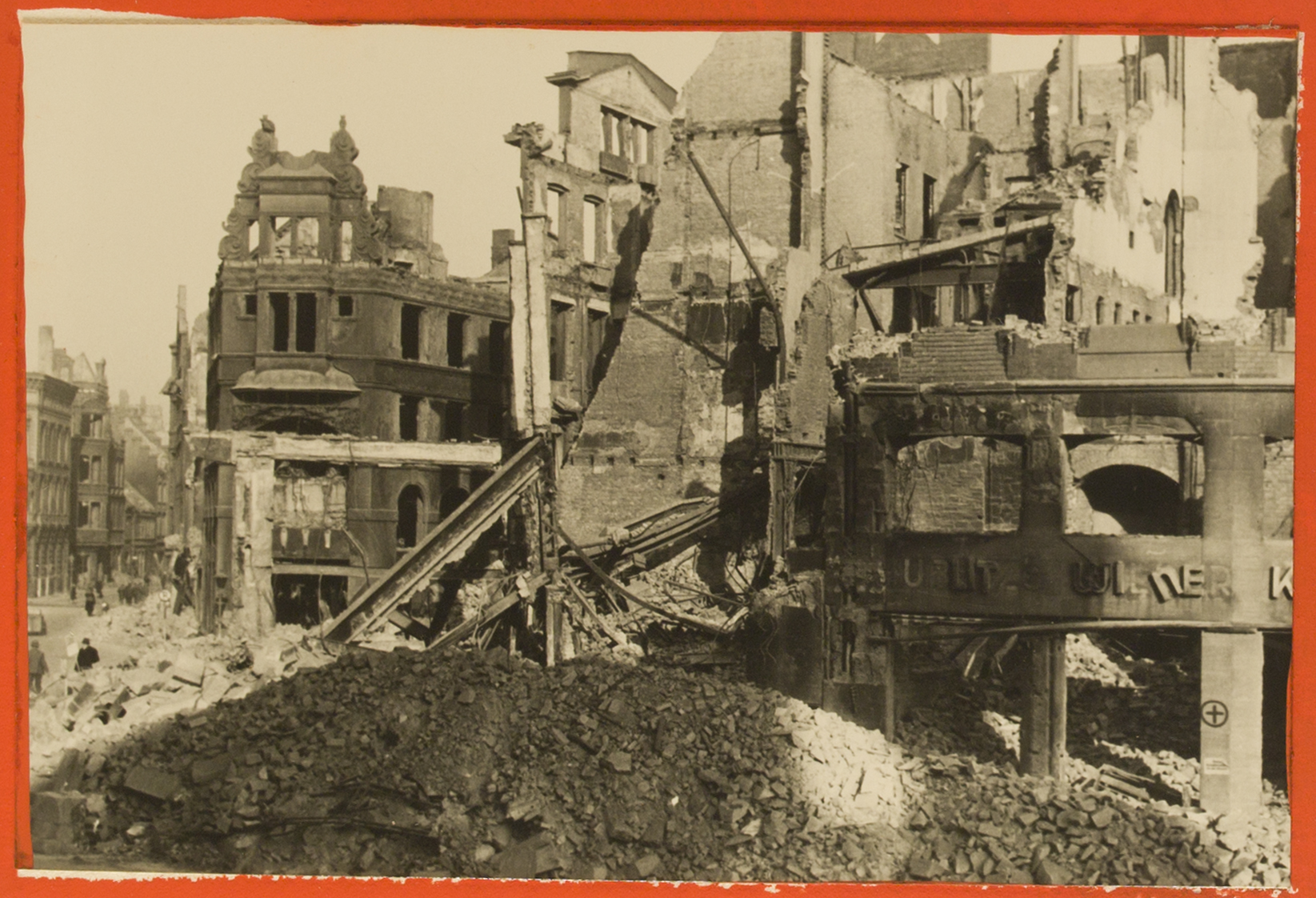
1945: Ein Ergebnis der Luftangriffe auf Hannover, hier der Blick von der Bahnhofstraße zum Eckgebäude an der Andreaestraße; im Vordergrund das ehemalige Wiener Café mit einem schwarzen Kreuz: „Ruine auf Leichen durchsucht!“

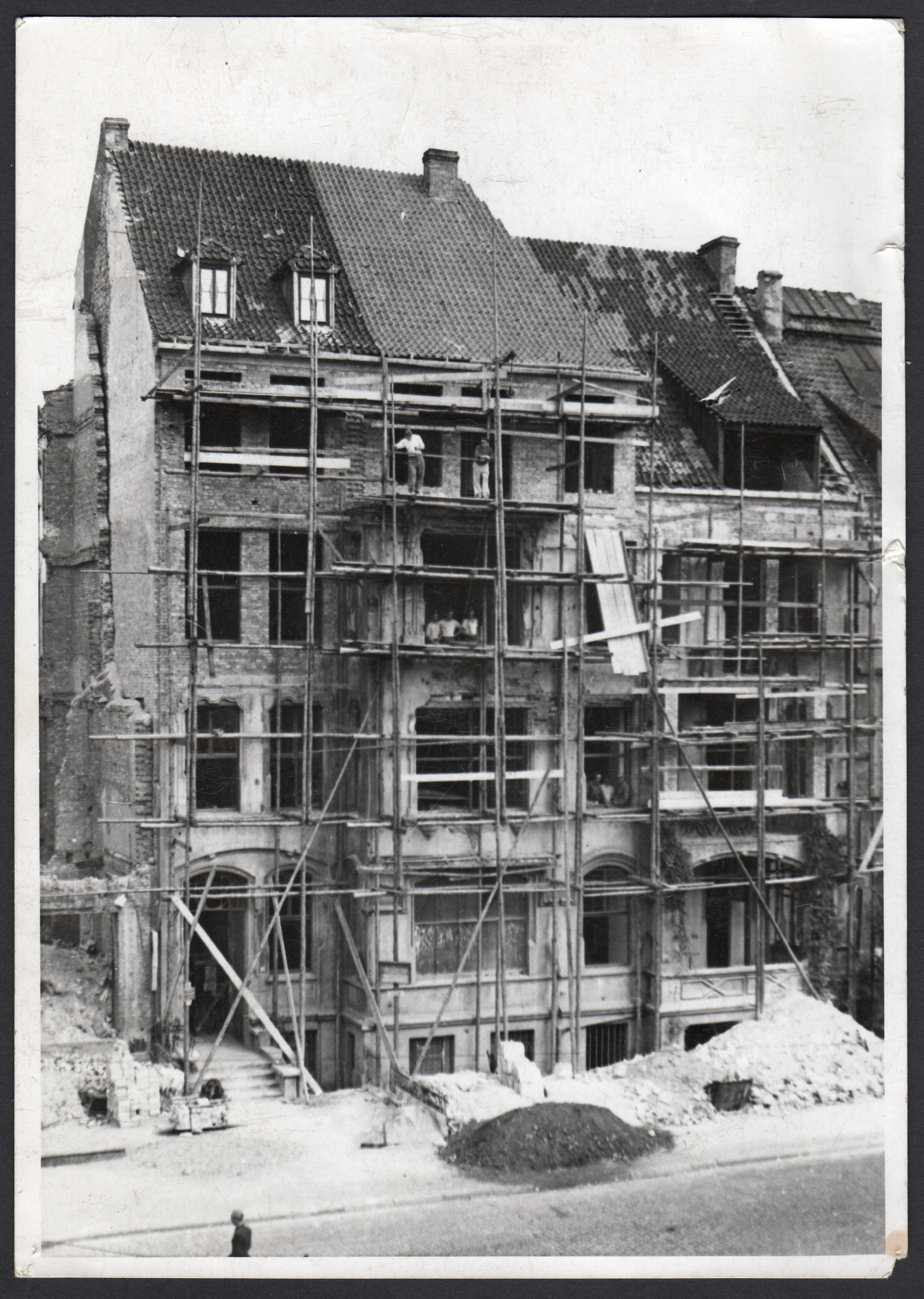
September 1947: Wieder-Instandsetzung des zuvor durch die Luftangriffe auf Hannover teilzerstörten Gebäudes und Firmensitzes in der Oskar-Winter-Straße 9 am Lister Platz

Fliegerbomben während der Luftangriffe auf Hannover legten beide Betriebstätten in Trümmer, wodurch das gesamte Negativ-Archiv vernichtet wurde.
Als einer der ersten Fotografen erhielt Edmund Lill nach Kriegsende von der Britischen Militärregierung die Genehmigung, zerstörte Häuser fotografieren zu dürfen. Dadurch unterstützte er Architekten und Bauherren beim Wiederaufbau. Der 72-jährige Edmund Lill nahm am 1. Juli 1946 Klaus Zeug als „Operateur“ und persönlich haftenden Gesellschafter auf; das nun als Offene Handelsgesellschaft deklarierte Unternehmen wurde rückwirkend am 13. August des Jahres beim hannoverschen Amtsgericht angemeldet. Zehn Tage nach der Währungsreform in den westlichen Besatzungszonen begann die Instandsetzung des vom Krieg teilbeschädigten Gebäudes an der Oskar-Winter-Straße 9, wohin Photo-Lill verlegt wurde.

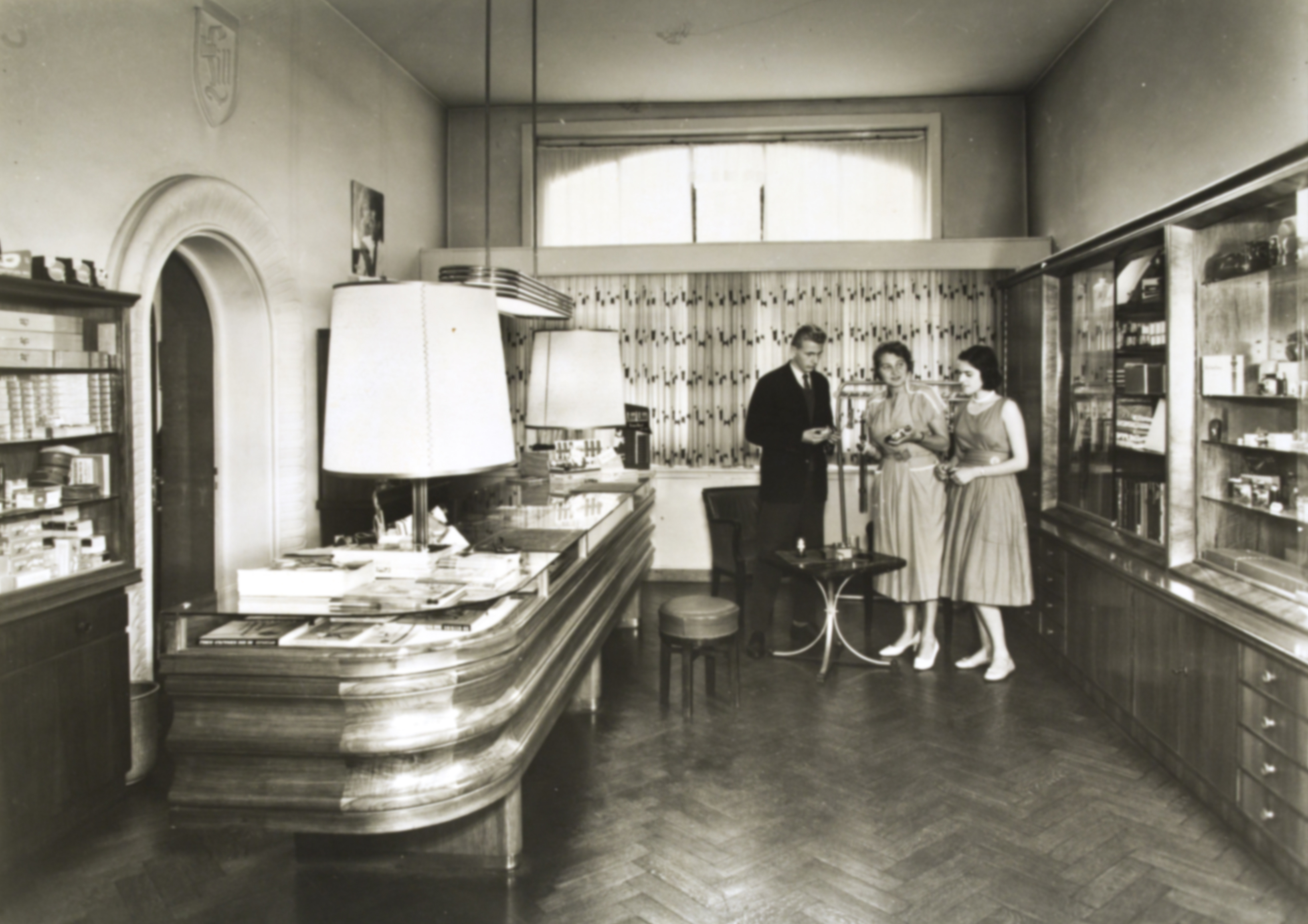
Ladeneinrichtung der 1950er Jahre im Verkaufsraum Oskar-Winter-Straße 9

Am 29. September 1954 wurde Lill vom Centralverband des Deutschen Photographenhandwerks mit der Silbernen Ehrennadel ausgezeichnet. Noch im selben Jahr adoptierte Edmund Lill Klaus Zeug.
Mittlerweile wird das Unternehmen durch die Inhaberin Shahnaz Taheri fortgeführt, heute am Standort Eichstraße 13.

## Auszeichnungen
- 1907: „1. Preis im Wettbewerb der Berufsfotografen“[11]
- 1926: Goldene Medaille des Nordwestdeutschen Photographenbundes in Frankfurt am Main[6]
- in den 1930er Jahren gingen zweimal „Reichssieger in den Photografen-Wettbewerben“ aus dem Mitarbeiterstab hervor[11]
- 29. September 1954: Silberne Ehrennadel des Centralverbandes des Deutschen Photographenhandwerks mit Sitz in Düsseldorf[1]

## Publikationen (unvollständig)
- Doris Reichmann: Gymnastik mit den Kleinsten. Ein Lehrbuch der Säuglingsgymnastik. [Neuauflage der 1930 im Verlag Adolf Sponholtz mit einem Vorwort von Bruno Valentin versehenen Auflage] mit Fotos von Edmund Lill und Reinhold Lessmann. Limpert, Frankfurt am Main 1961.[19]